# Польной Воронеж
Польно́й Воро́неж — река в России, протекает по территории Тамбовской области, является одним из истоков реки Воронеж. Образует реку Воронеж (в 342 км от места её впадения в реку Дон), сливаясь в районе села Новоникольского (Мичуринский район) с рекой Лесной Воронеж. Высота истока — 175 м над уровнем моря. Длина реки — 178 км, площадь водосборного бассейна — 2170 км². Н

## Данные водного реестра
По данным государственного водного реестра России относится к Донскому бассейновому округу, несудоходна; речной подбассейн реки — бассейны притоков Дона до впадения Хопра. Речной бассейн реки — Дон (российская часть бассейна).
Код объекта в государственном водном реестре — 05010100512107000002375.

## Населённые пункты
На реке расположены Дмитриевка, Новая Павловка, Нововасильевка, Новая Поповка, Польной Воронеж, Польной Воронеж 1-й, Польной Воронеж 2-й, Бибиково, Вырубово.